# Cathédrale du Sacré-Cœur de Jilin
Cette  cathédrale n’est pas la seule cathédrale du Sacré-Cœur.
La cathédrale du Sacré-Cœur (chinois : 吉林耶稣圣心堂) est l'ancienne cathédrale du diocèse de Jilin (autrefois vicariat apostolique de Mandchourie septentrionale). Située dans le district de Chuanying, à Jilin, dans la province de Jilin, elle est consacrée au Sacré-Cœur et a été construite par les missionnaires français des missions étrangères de Paris.

## Histoire
Les missions étrangères de Paris ouvrent une mission à Jilin (ancienne transcription Ghilin ou Kirin) en 1898. En 1902, elles achètent une parcelle de terrain près de la rivière pour la construction d'une chapelle et d'une maison de mission. L'église actuelle de style néo-gothique a été construite de 1917 à 1926. Lorsque le diocèse de Jilin a été érigé en 1946 par la bulle Quotidie Nos de Pie XII, l'église est devenue la cathédrale du nouveau diocèse.
Pendant les persécutions de la révolution culturelle elle est fermée en 1966 et subit de sérieux dommages. Elle retourne à la communauté catholique en 1980. En 1994, l'association patriotique, qui gère les rapports de l'Église en Chine avec les autorités communistes, décide de transférer le siège épiscopal à l'église Sainte-Thérèse de Changchun, devenue ainsi la nouvelle cathédrale du diocèse.
La cathédrale du Sacré-Cœur est inscrite à la liste des édifices protégés de la province en 1999.
Mgr Pierre-Marie-François Lalouyer (1850-1923), premier vicaire apostolique de Mandchourie-Septentrionale y est inhumé.

## Source de la traduction
- (ru) Cet article est partiellement ou en totalité issu de l’article de Wikipédia en russe intitulé « Собор Святейшего Сердца Иисуса (Цзилинь) » (voir la liste des auteurs).